# GPR32
GPR32 (англ. G protein-coupled receptor 32) – білок, який кодується однойменним геном, розташованим у людей на короткому плечі 19-ї хромосоми. Довжина поліпептидного ланцюга білка становить 356 амінокислот, а молекулярна маса — 40 087.
| 10         |  | 20         |  | 30         |  | 40         |  | 50         |
| ---------- |  | ---------- |  | ---------- |  | ---------- |  | ---------- |
| MNGVSEGTRG |  | CSDRQPGVLT |  | RDRSCSRKMN |  | SSGCLSEEVG |  | SLRPLTVVIL |
| SASIVVGVLG |  | NGLVLWMTVF |  | RMARTVSTVC |  | FFHLALADFM |  | LSLSLPIAMY |
| YIVSRQWLLG |  | EWACKLYITF |  | VFLSYFASNC |  | LLVFISVDRC |  | ISVLYPVWAL |
| NHRTVQRASW |  | LAFGVWLLAA |  | ALCSAHLKFR |  | TTRKWNGCTH |  | CYLAFNSDNE |
| TAQIWIEGVV |  | EGHIIGTIGH |  | FLLGFLGPLA |  | IIGTCAHLIR |  | AKLLREGWVH |
| ANRPKRLLLV |  | LVSAFFIFWS |  | PFNVVLLVHL |  | WRRVMLKEIY |  | HPRMLLILQA |
| SFALGCVNSS |  | LNPFLYVFVG |  | RDFQEKFFQS |  | LTSALARAFG |  | EEEFLSSCPR |
| GNAPRE     |  |            |  |            |  |            |  |            |

A: Аланін

C: Цистеїн

D: Аспарагінова кислота

E: Глутамінова кислота

F: Фенілаланін

G: Гліцин

H: Гістидин

I: Ізолейцин

K: Лізин

L: Лейцин

M: Метіонін

N: Аспарагін

P: Пролін

Q: Глутамін

R: Аргінін

S: Серин

T: Треонін

V: Валін

W: Триптофан

Кодований геном білок за функціями належить до рецепторів, g-білокспряжених рецепторів, білків внутрішньоклітинного сигналінгу. 
Локалізований у клітинній мембрані, мембрані.